# Servei basat en localització
Els serveis basats en localització o LBS ofereixen un servei personalitzat als usuaris que es basa en la informació relativa a la ubicació geogràfica d'aquests. Per fer-ho, empra tecnologies de sistemes d'informació geogràfica, de posicionament i de comunicació de xarxes per transmetre informació fins a una aplicació LBS que pugui processar aquesta sol·licitud i respondre-hi. També fa servir la xarxa d'internet i va orientat als usuaris que necessitin informació específica d'un servei.

## Escenari
Els serveis LBS (sigles de l'anglès Location Based Services, o Serveis Basats en la Ubicació) fan referència als serveis basats en localització, anomenats coloquialment serveis de localització.
Existeixen dos escenaris pels serveis basats en localització: un usuari pot necessitar un servei d'informació o el centre d'administració pot necessitar rastrejar-lo en temps real. En qualsevol dels dos escenaris, a través d'algun mecanisme es determina la posició actual de l'usuari. Aquesta informació, juntament amb altres paràmetres necessaris es transmet al centre de processament i des d'allà s'analitzen els requeriments del servei amb el suport de sistemes d'informació geográfica per oferir una resposta a l'usuari.
Els LBS proveeixen serveis geogràfics en temps reals. Exemples d'aquests serveis:
- Serveis de mapes
- Selecció de ruta
- Pàgines grogues geogràfiques
- Serveis d'emergència

## Evolució
Segons l'evolució que han patit els LBS podem diferenciar 3 generacions:
- 1a generació: L'usuari ha d'introduir de manera manual la ubicació en format adreça de carrer o codi postal.

- 2a generació: Poden determinar de manera general la ubicació. El més típic és que ho facin per codi postal.

- 3a generació: Disposen d'informació de posició més detallada amb la capacitat d'iniciar serveis proactivament basats en la ubicació. Aquests serveis són llençats per events (triggers) i notifiquen l'usuari d'events sense que ell hagi d'intervenir de manera activa. Un exemple molt aclaridor serien les alertes de trànsit.

## Mètodes de treball
Els serveis basats en localització ens ofereixen dos mètodes de treball:
- Actiu: Està enfocat als usuaris mòbils particulars i té la finalitat de proporcionar informació de serveis als usuaris.

- Passiu: Estan dissenyats per clients d'empreses que necesiten administrar els recursos mòbils i fer suport per la presa de decisions.

## Funcionalitats
Per tal de simplificar i fer evolucionar el desenvolupament d'aquests serveis cal disposar d'una infraestructura que ofereixi uns serveis mínims requerits per implementar qualsevol servei de localització. La següent taula ens mostra funcionalitats genèriques requerides per un LBS.
| Nom                  | Explicació |
| -------------------- | --- |
| Geocodificació       | Determina la latitud i la longitud d'una adreça i permet consultar informació geogràfica. |
| Selecció de ruta     | Seleccionar una ruta amb distància més curta o segons especificacions. Les instruccions entregades són pas a pas començant per l'origen fins al destí, si cal passant per llocs especificats. |
| Servei de mapes      | Mostra un mapa a la pantalla. Possibilitat de consultar informació geogràfica amb un sol click.                                                                                               |
| Cerca del més proper | Segons la localització donada proporciona punts d'interés més propers. |
| Serveis de directori | Identifica negocis a una regió geogràfica específica i proporciona punts d'interés. |
| Serveis de rastreig  | Ofereix informació relativa a la posició del client i emmagatzema el registre del recorregut.                                                                                                 |

## Serveis de Localització Mòbil
- Trigger services: Són serveis per activació automàtica i s'inician quan l'usuari entra a una àrea determinada.

- Location-based Information Services: Serveis d'informació basats en la posició on l'usuari demanda informació que varia segons la seva posició. Són serveis que ofereixen actualment les operadores de telefonia mòbil.

- Third Part Tracking Services: Són serveis de seguiment a tercers i es basen a oferir informació relativa a la localització a tercers.

- End User Assistance Services: Són serveis d'assistència a l'usuari final, fets per oferir a l'usuari condicions de xarxa segura quan es troba amb problemes. Exemples serien serveis d'assistència a carretera o altres serveis d'emergència.

## Aplicacions
| Aplicació                         | Detall |
| --------------------------------- | --- |
| Cerca d'Amics                     | És una aplicació funcional que es basa en grups d'amics. Permet als abonats localitzar membres del grup d'amics o que rebin alertes quan un d'ells estigui a prop.                                                                                             |
| On és el més proper               | Té com a criteri base la proximitat i és una aplicació de l'estil pàgines grogues encaminades. |
| Seguiment                         | Aquesta aplicació existeix per resoldre problemes de seguretat |
| Informació turística              | Ofereix events, informació històrica, horaris d'atenció... |
| Informació de trànsit             | Ofereix informació relativa a la situació del trànsit a una ubicació determinada. |
| Sensors en temps real             | Ofereix altres factors ambientals. |
| Facturació mòbil                  | Serveix per localitzar el lloc de la trucada i definir tarifes segons la ubicació. |
| Publicitat basada en localització | Ofereix promocions i descomptes als clients que es trobin a un radi proper a la tenda o negoci. |
| Gestió de flotes                  | Per les necessitats específiques de les empreses amb flotes de vehicles, aquest servei ofereix localització, seguiment, càlcul de rutes, informació de trànsit i d'altres. L'objectiu és optimitzar les operacions de transport i, per tant, estalviar diners. |

## Tecnologies
Els Serveis Basats en Localització funcionen a través d'una combinació de tecnologies. Combina dispositius de maquinari, xarxes de comunicació sense fil, informació geogràfica i programes informàtics, guiant els usuaris cap a una ubicació. Proporciona serveis més amples dels que fins ara existien i orientats a aplicacions específiques.
La tecnologia pot ser adaptada per una àmplia gamma de funcions, ja sigui la transmissió del lloc on es troba una persona en situació d'emergència i que està demanant ajut als primers auxilis, fins a informar un usuari concret sobre la congestió del trànsit.
Per proporcionar la informació d'ubicació, els LBS podern fer servir diferents tecnologies, fins i tot combinar-les.
A continuació explicarem les dues tecnologies més utilitzades pels serveis basats en localització: per una banda, tecnologies de posicionament i per una altra, tecnologies de localització per xarxa.
A més existeixen altres tecnologies híbrides i que tenen com a finalitats: proporcionar informació addicional per millorar les prestacions i combinar la posició proporcionada per les dues tecnologies per donar un resultat més fiable.

### Tecnologies de posicionament
Poden anar orientades al client(com per exemple la tecnología GPS) o bé al servidor (és el cas del servei de posicionament subministrat pels operador de les xarxes de telefonia mòbil).
Utilitza tècniques de navegació per satèl·lit (Global Navigation Satellite System- GNSS), agafant senyals de la constel·lació de satèl·lits GPS per realitzar el càlcul de la posició. De cada satèl·lit es rep un senyal amb dades de posició i rellotge. Això permet el receptor sincronitzar-se i alhora determinar la seva ubicació mirant el desfasament entre el senyal rebut i un codi pseudoaleatori generat per ell mateix.
A més, existeixen altres tecnologies de posicionament:
- Localització per infrarojos (IR): cada usuari porta un petit transmisor de IR que emet un identificador únic cada cert període. Un servidor rebrà les dades rebuts amb els sensors i calcularà la posició de cada usuari.

- Sistemes basats en la mesura del nivell mitjà de potència del senyal rebut. També es pot fer mitjançant la relació senyal-soroll. S'insereix a cada dispositiu a localitzar un transmissor de senyal que emetrà periòdicament. Segons el senyal transmès la localització es farà per radiofreqüència o per ultrasons.

- Tecnología Ultra WideBand (UWB): mitjançant la transmissió d'un pols de curta duració s'aconsegueix una gran precisió i immunitat a la cancel·lació per multipath.

Però hi ha moltes altres tècniques de posicionament disponible al món. Especialment per a la localització en interiors. GPS i GSM no funcionen molt bé en interiors. Per tant, s'utilitzen altres tècniques, com Bluetooth, UWB, RFID i WiFi. Però quina tècnica és la millor solució per a un problema específic LBS? Un model general per a aquest problema s'ha construït a la Universitat Radboud de Nimega, Països Baixos.

### Tecnologies basades en localització per xarxa
Les tecnologies NBL (Network based location) permeten obtenir informació de posicionament a tota l'àrea ocupada per l'operador de xarxa mòbil. Existeixen diferents mètodes per utilitzar aquestes tecnologies: 
- Cell Identity–CI: la cel·la a la qual pertany el terminal és utilitzada pel càlcul de la posició. Té poca precisió(de 250 m a 5 km)però és senzill i no té impactes negatius ni a la xarxa ni al terminal.

- Observed Time Difference-OTD: calcula la posició d'un terminal mòbil mitjançant la diferència entre el temps d'arribada de cada senyal rebut procedent de cada cel·la. Té molta precisió però suposa un impacte negatiu tant per la xarxa com pel terminal.

- Uplink-TDOA: el senyal es transmet des del terminal fins a les unitats d'ubicació que hi a les estacions base (BS). És un mètode molt exacte i sense impactes a la xarxa i el terminal.